# Radnice ve Zlatých Horách
Radnice se nachází na náměstí Svobody čp. 80 ve Zlatých Horách v okrese Jeseník. Byla zapsána do seznamu kulturních památek ČR a je součástí městské památkové zóny.

## Historie
Zlaté Hory, někdejší Cukmantel, zažily největší rozvoj v 16. století, kdy zde byla výnosná těžba zlata. V 17. století je město za třicetileté války vyrabováno Švédy a pak následovaly čarodějnické procesy. Mezi další postihy v průběhu století (16., 17. 18. a 19. století) byly požáry, povodně, různé epidemie, válečné útrapy a ve 20. století světové války. Pohromy se projevily ve schopnosti obyvatel se vzchopit a město obnovit. Výstavba měšťanských domů od jeho povýšení na město ve 14. století byla těmito událostmi poznamenána. Většina domů má středověký původ. Jádro zděných domů se nachází v centru města a mají rysy renesančního slohu. Další přestavby jsou v empírovém slohu, ve kterém se stavělo nebo přestavovalo ještě v 19. století. Ve 20. století byly stavby měněny v historizujícím, secesním, postsecesním i tradicionálním stylu, a také v socialistické architektuře. Po vybourání hradeb se k zachovalému historickému centru napojovaly okrajové části a město se začalo rozrůstat do šířky. V 19. století dochází k zasypání vodního koryta (1802), které procházelo náměstím, empírové přestavbě, vydláždění ulic (dláždění náměstí v roce 1833) a zavedení pouličního osvětlení (olejové lampy 1839). Na začátku 20. století vznikají lázně (1879), nová pohostinství, plynárna (1905) a je stavěna kanalizace, vodovod, elektrifikace (do roku 1914) a výstavba nových domů (1914). V šedesátých letech dochází k úpravě náměstí, bourání historických domů a stavbě unifikovaných staveb (panelových domů). V roce 1992 byla nad historickým jádrem Zlatých Hor vyhlášena městská památková rezervace, která zahrnuje domy na ulici Kostelní, Palackého, Polská a na náměstí Svobody.
Mezi domy památkové zóny patří radnice na náměstí Svobody čp. 80. Byla postavena v roce 1560 v renesančním slohu. Radnici postihly požáry v roce 1692 způsobeného bleskem, v roce 1741 po průchodu pruských vojsk (shořelo na 300 domů), 1757 a v roce 1821. Po posledním požáru byla stržena vysoká renesanční věž s barokní cibulovou střechou. Dům byl upraven v empírovém slohu podle plánů ing. A. Englische. V roce 1897 a 1900 byl zasažena povodní. V první třetině 20. století radnice prošla další úpravou. V letech 20013–2016 prošla stavební obnovou. V rámci obnovy byla vyměněna okna, byla provedena oprava vstupních dveří, střechy a fasády.

## Popis
Radnice je řadová dvoupatrová stavba postavena z cihel. Průčelí čtyřosé členěno podnoží, kordonovým pásem a korunní římsou. Přízemí je zdobeno naznačenou kvádrovou rustikou. V levé krajní ose je prolomen vchod s půlkruhovým zakončením a klenákem. Tři vysoká okna nají shodné zakončení jako vchod. Okna v prvním patře nasedají na parapetní římsu a mají segmentovou nadokenní římsu. Ve druhém patře okna mají parapet a návojovou římsu. V centrální ose druhého patra mezi okny je umístěn znak. Na hlavní římsu nasedá tympanon v jehož střední části jsou umístěny hodiny. Za tympanonem z atiky vybíhá pultová střecha, ve střední části je zakončena zvonicí. V interiéru valené klenby s výsečemi a křížová klenba.